# Lamelligomphus chaoi
Lamelligomphus chaoi är en trollsländeart som beskrevs av Zhu 1999. Lamelligomphus chaoi ingår i släktet Lamelligomphus och familjen flodtrollsländor. Inga underarter finns listade i Catalogue of Life.